# Fermi-oppervlak
Het fermi-oppervlak is een fysische term die met name gebruikt wordt in de fysica van de gecondenseerde materie. Het concept is zeer belangrijk in de beschrijving van metalen. Volgens Allan Mackintosh is de meest zinvolle beschrijving van een metaal zelfs: "Een vaste stof met een fermi-oppervlak. Het fermi-oppervlak is het oppervlak waar de energie van een kwantumtoestand hetzelfde is als de fermi-energie. Veel van de eigenschappen van metalen zijn te verklaren aan de hand van dit oppervlak. Veel van het hedendaagse onderzoek naar het fermi-oppervlak is er dan ook op gericht methodes te vinden om de vorm te meten in metalen en halfgeleiders. Het fermi-oppervlak is vernoemd naar de natuurkundige Enrico Fermi (29 september 1901 - 28 november 1954).

## Geschiedenis
Het bestuderen van het gedrag van elektronen in vaste stoffen werd belangrijk na het ontstaan van de kwantummechanica in 1920. Het resultaat was de gecondenseerde materie, waarin het kwantummechanische vrije-elektronenmodel van Sommerfeld en Bloch's Theorema – Waarin Bloch vindt dat elektronen onder invloed van een periodieke potentiaal nog steeds gedelokaliseerd zijn – erg belangrijk zijn. Ook werd door de ontdekking van Bloch duidelijk dat er een kloof in de energie was bij de rand van de brillouinzone. Daarna werd duidelijk dat er een structureel verschil was tussen metalen en isolatoren, namelijk dat isolatoren een volledig gevulde band hebben, waar metalen (geleiders) deze nog gedeeltelijk vrij hadden. Isolatoren waren dus niet alleen slechte metalen, maar waren verklaarbaar en structureel anders dan metalen. Sommerfeld en Bethe ondervonden in hun studie van oppervlakten met een gelijke energie dat de vorm van het fermi-oppervlakte belangrijk was. Een echte doorbraak kwam echter pas rond 1940 met de Landau-theorie van een fermi-vloeistof en de experimentele waarneming van het fermi-oppervlak van koper.
Een van de eerste manieren om het fermi-oppervlak te meten, is het De Haas-van Alphen-effect (dHvA). In 1930 observeerden de Haas en van Alphen oscillaties in de magnetische susceptibiliteit van bismut als een functie van het magnetisch veld. Eerst werd aangenomen dat dit effect zich alleen voordeed bij bismut-deeltjes, maar met de waarneming van hetzelfde effect bij zink in 1947 begon er een grote hoeveelheid onderzoek naar fermiologie. De waarneming van zulke oscillaties blijkt een van de belangrijkste manieren om het fermi-oppervlak in kaart te brengen. Vandaag de dag is er een scala aan manieren om het fermi-oppervlak te meten en kan het fermi-oppervlak onder de juiste omstandigheden zeer scherp in beeld gebracht worden.

## Theorie
Om het fermi-oppervlak te begrijpen is het ook belangrijk iets te begrijpen van de fermi-energie.

### Fermi-energie
Eigenschappen van metalen worden vaak bekeken met het vrije-elektronenmodel. Dit model is gebaseerd op de klassieke mechanica, omdat het voor de kwantummechanica werd geïntroduceerd. Bepaalde fenomenen zoals de magnetische susceptibiliteit kunnen door dit model niet geheel correct beschreven worden. Bij bepaalde temperaturen voldoet het model niet, omdat het uitgaat van de klassieke Maxwell-Boltzmann-verdelingsfunctie. Bij lage temperaturen moet echter uitgegaan worden van de kwantummechanische Maxwell-Boltzmann-verdelingsfunctie, waarbij fermi-energie een rol speelt. De energie van het hoogst gevulde energieniveau in de grondtoestand van het vrije-elektronen-fermi-gas op het absolute nulpunt, is de definitie van de fermi-energie {\displaystyle E_{F}}. Deze energie wordt in één dimensie gegeven door:
{\displaystyle {\displaystyle E_{F}={\operatorname {\hbar ^{2}}  \over \operatorname {2m} }{\Bigl (}{\operatorname {N\pi }  \over \operatorname {2L} }{\Bigr )}^{2}}}
Met daarin:
- {\displaystyle \hbar } = de constante van Planck
- {\displaystyle \operatorname {m} } = de massa van het elektron
- {\displaystyle \operatorname {L} } = de breedte van de potentiaalput
- {\displaystyle \operatorname {N} } = het aantal deeltjes

In drie dimensies geldt de fermi-energie:
{\displaystyle {\displaystyle E_{F}={\operatorname {\hbar ^{2}}  \over \operatorname {2m} }}k_{F}^{2}}
waarbij kF de grootte van een golfvector is.

### Fermi-oppervlak
Het fermi-oppervlak bestaat in de K-ruimte, de fouriergetransformeerde, of duale, vectorruimte van de reële ruimte. Het scheidt de gevulde elektron-orbitalen van de ongevulde elektron-orbitalen op het absolute thermische nulpunt (waar T = 0 kelvin). Het oppervlak spant de ruimte op waarin de energie van de elektronen dezelfde is als de fermi-energie. De dynamische eigenschappen van een elektron op een fermi-oppervlak, hebben vooral te maken met waar deze zich bevindt op het oppervlak, en hoe dit oppervlak zich verhoudt tot de brillouinzone.
In een fermi-gas is de fermi-energie bij 0 K gelijk aan de chemische potentiaal. Stroom wordt veroorzaakt door bezettingsveranderingen van de orbitalen nabij het fermi-oppervlak. De vorm en de inhoud van het fermi-oppervlak bepalen de thermische, elektrische, magnetische en optische eigenschappen van metalen, metalloïden en semiconductoren. Het bestaan van het fermi-oppervlak is een gevolg van het uitsluitingsprincipe van Pauli, dat stelt dat geen twee identieke fermionen dezelfde kwantumtoestand kunnen hebben.
Het vrije-elektronengas is het klassieke model dat gebruikt wordt voor de beschrijving van eigenschappen van metalen. In metaal kunnen bepaalde vrije elektronen vrij rondbewegen. Ze blijven niet om het metaal hangen, maar bewegen vrij door het metaal. In de kwantummechanica gebruikt men echter het vrije-elektronen-fermi-gas-model. Dit model voldoet aan het uitsluitingsprincipe van Pauli en is dus kwantummechanisch wel toepasbaar. Elektronen zijn fermionen (net als neutronen en protonen) en kunnen zodoende beschreven worden door Fermi-Diracstatistiek. N elektronen kunnen beschreven worden als een fermi-gas met N deeltjes. In deze beschrijving is de gemiddelde bezetting van een kwantumtoestand met energie {\displaystyle \epsilon _{i}} gegeven door de volgende Fermi-Diracstatistiek.
Deze statistiek gaat uit van de volgende formule:
{\displaystyle \langle n_{i}\rangle ={\frac {1}{e^{(\epsilon _{i}-\mu )/k_{B}T}+1}}}
Met daarin:
- {\displaystyle \left\langle n_{i}\right\rangle } = het gemiddelde aantal deeltjes in toestand i
- {\displaystyle \epsilon _{i}\ } = de energie van toestand i
- {\displaystyle \mu } = de chemische potentiaal
- {\displaystyle k_{B}} = de boltzmannconstante
- {\displaystyle T} = de absolute temperatuur

Deze functie is op het absolute nulpunt {\displaystyle T\to 0} een stapfunctie:
{\displaystyle \left\langle n_{i}\right\rangle \approx {\begin{cases}1&(\epsilon _{i}<\mu )\\0&(\epsilon _{i}>\mu )\end{cases}}}
Volgens Pauli kunnen zich geen twee fermionen in dezelfde kwantumtoestand bevinden. Op het absolute nulpunt vullen de deeltjes dus alle kwantumtoestanden met energie kleiner dan {\displaystyle \epsilon _{F}}. Dat betekent dat {\displaystyle \epsilon _{F}} de energie is, waaronder er precies {\displaystyle N} kwantumtoestanden zijn.
In K-ruimte vullen deze {\displaystyle N} deeltjes een bol met straal {\displaystyle p_{F}}, de oppervlakte daarvan is het fermi-oppervlak. Voor vrije elektronen is het fermi-oppervlak een bol met straal {\displaystyle k_{F}={\frac {\sqrt {2mE_{F}}}{\hbar }}}. Waarin {\displaystyle \hbar } de gereduceerde constante van Planck is. Als het fermi-niveau (zie Fermi-energie) in een energie band valt, dan is er geen fermi-oppervlak. Als het fermi-niveau in een ruimte tussen twee energiebanden valt, dan is het materiaal een isolator.
Voor andere materialen – dus niet-vrije elektronen – gelden vaak andere fermi-oppervlaktevormen dan bollen. Dit rangeert van vervormde sferen tot op het oog vrije vormen. Meestal ligt het fermi-oppervlak buiten de eerste brillouinzone, waardoor het fermi-oppervlak in een tweede of hogere zone ligt. Als je brillouinzones met fermi-oppervlakken bekijkt in een rooster, dan zijn daar dus verschillende zones. Als er een énkele overlap is tussen de fermi-oppervlakken van naburige brillouinzones gaat het om een tweede zone en als er nog een overlap bijkomt, gaat het om de derde zone enzovoorts.
Vaste stoffen met een grote dichtheid aan kwantumtoestanden nabij het fermi-niveau (niet te verwarren met fermi-energie) worden instabiel bij lage temperaturen en vormen dan gronddoestanden met een condensatie energie die voortkomt uit het openen van een gat in het fermi-oppervlak. Voorbeelden van vaste stoffen met zulke grondtoestanden zijn supergeleiders, ferromagneten, het Jahn-Teller-effect en spindichtheidsgolven.

### Verschillende orbitalen
In een statisch magnetisch veld bewegen elektronen zich in een curve met constante energie op een oppervlak dat in een hoek van 90 graden staat met het magnetisch veld. De beweging van een elektron op het fermi-oppervlak zal er dus uitzien als een curve op het fermi-oppervlak, omdat dit een oppervlak is met constante energie. Er zijn drie verschillende vormen van orbitalen: hol-orbitalen, elektron-orbitalen en open orbitalen. "Orbitalen die gevulde staten omcirkelen zijn electron orbitalen. Orbitalen die lege staten omcirkelen zijn hol orbitalen. Orbitalen die van zone naar zone bewegen zonder te sluiten zijn open orbitalen."

## Experimentele methoden
Om de eigenschappen van metalen te begrijpen en te kunnen meten, is het belangrijk manieren te begrijpen om het fermi-oppervlak van verschillende metalen in kaart te brengen. Hiervoor zijn vele manieren ontwikkeld. Elektronische fermi-oppervlakken worden gevonden door de meting van oscillaties van transporteigenschappen in magnetische velden {\displaystyle B}. Voorbeelden hiervan zijn het de Haas-van Alphen-effect (dHvA) en het Shubnikov-de Haas-effect (SdH). Er zijn nog vele andere manieren om fermi-oppervlakten te meten, zoals magnetoresistentie, anomalous skin effect, cyclotronresonantie en het magneto-akoestisch geometrisch effect. Ook kan er nog meer informatie over de momentum-verdeling gevonden worden door positronannihilatie, het Compton-effect en het Kohn-effect.
Onsager toonde in een voor de fermiologie belangrijke studie aan dat de periode van oscillatie van het magnetisch veld, gerelateerd is aan de loodrechte cross-sectie van het fermi-oppervlak volgens:
{\displaystyle A_{\perp }={\frac {2\pi e\Delta H}{\hbar c}}}
Meervoudige bepaling van de periode van oscillaties van het toegepaste veld onder verschillende hoeken, stelt in staat om het fermi-oppervlak weer te geven.
Het dHvA-effect is het oscilleren van het magnetisch moment van metaal als functie van het statische magnetische veld. Dit effect kan het best gevonden worden in zuivere monsters van metalen, op lage temperaturen en in sterke magnetische velden. Voor dHvA- en SdH-experimenten zijn er grote magnetische velden nodig, deze moeten groot genoeg zijn zodat het cyclotronorbitaal kleiner is dan de vrije weglengte. Daarom worden deze experimenten vaak uitgevoerd bij faciliteiten die tot het maken van deze velden in staat zijn zoals het High Field Magnet Laboratory in Nederland, het Grenoble High Magnetic Field Laboratory in Frankrijk, het Tsukuba Magnet Laboratory in Japan of het High Magnetic Field Laboratory in de Verenigde Staten.